# Horodeț, Volodîmîreț
Horodeț (în ucraineană Городець) este localitatea de reședință a comunei Horodeț din raionul Volodîmîreț, regiunea Rivne, Ucraina.

## Demografie
Componența lingvistică a localității Horodeț
     Ucraineană (98,91%)
     Alte limbi (1,05%)
Conform recensământului din 2001, majoritatea populației localității Horodeț era vorbitoare de ucraineană (98,91%), existând în minoritate și vorbitori de alte limbi.